# Venchan
Venchan (in bulgaro Венчан?) è un villaggio nel comune di Provadiya, provincia di Varna, nel nord-est della Bulgaria. Si trova a 7 km a nord-ovest di Provadia. Al 2007 il villaggio conta 364 abitanti. 
Venchan è tra gli insediamenti più antichi della zona circostante. Ci sono resti di una necropoli tracia datata al VII-VI secolo a.C. Le rovine di un'antica fortezza medievale. Nel 1388 la fortezza fu conquistata dopo una feroce resistenza da parte di 30.000 ottomani durante un'importante campagna contro l'Impero bulgaro e l'insediamento fu occupato dagli ottomani. La costruzione della ferrovia tra Ruse e Varna nel 1866 attraversò il villaggio e portò una certa prosperità economica. 
Venchan Peak sull'isola di Brabant, in Antartide, prende il nome dal villaggio.